# Dallas Texans 1960
La stagione 1960 dei Dallas Texans, i futuri Kansas City Chiefs, è stata la prima della franchigia nell'American Football League. Il capo-allenatore Hank Stram guidò la squadra a un record di 8–6 record e al secondo posto della Western Conference.
Per la stagione inaugurale dei Texans, il proprietario Lamar Hunt inseguì sia il leggendario allenatore della University of Oklahoma Bud Wilkinson che l'assistente della difesa dei New York Giants Tom Landry per guidare la squadra. Wilkinson optò per rimanere ad Oklahoma, mentre Landry era destinato a guidare la franchigia di espansione della NFL a Dallas. Hunt si accontentò del relativamente sconosciuto assistente della University of Miami, Hank Stram. "Una delle maggiori ragioni per cui assunsi Hank fu che desiderava veramente quel lavoro", spiegò Hunt. "È venuto fuori che si trattò di una scelta veramente fortunata da parte mia."
I Texans condussero il loro training camp inaugurale al New Mexico Military Institute a Roswell, Nuovo Messico. La squadra poi si avviò in un tour itinerante giocando gare a Oakland, Tulsa, Boston, Abilene e Little Rock. Una folla di 51.000 persone al Cotton Bowl assistette alla vittoria per 24–3 su Houston il 2 settembre, terminando una pre-stagione da imbattuti.
I Texans una forte identità statale con il quarterback Cotton Davidson da Baylor, il linebacker Sherrill Headrick da TCU e il running back Abner Haynes da North Texas. Haynes guidò la lega 875 yard corse e 9 touchdown, oltre che in yard nette combinate (2.100) e media su ritorno di punt (15,4).
La stagione regolare si chiuse con un record di 8–6 con tre sconfitte che vennero da gare equilibrate contro avversari in lotta per il titolo di division. La squadra ebbe una media 24.500 spettatori nelle gare interne, il massimo della lega.

## Draft AFL 1960
Nel draft inaugurale della lega, i Texans scelsero i seguenti giocatori:
- Jack Atcheson, E, Western Illinois
- George Boone, T, Kentucky
- Chris Burford, E, Stanford
- Earl Ray Butler, T, North Carolina
- Gail Cogdill, E, Washington State
- James Crotty, HB, Notre Dame
- Gary Ferguson, T, SMU
- Tom Glynn, C, Boston College
- Gene Gossage, T, Northwestern
- Jim Heineke, T, Wisconsin
- William Jerry, G/T, South Carolina
- John Kapele, T, BYU
- Louis Kelley, FB, New Mexico State
- Gilmer Lewis, T/G, Oklahoma
- John Malmberg, T/G, Knox College
- Arvle Martin, C, TCU
- Don Meredith, QB, SMU
- Tom Moore, HB, Vanderbilt
- Ola Murchison, E, COP
- Bob Nelson, C, Wisconsin
- Jim Norton, E, Idaho
- Warren Rabb, QB, LSU
- Howard Ringwood, HB, BYU
- Johnny Robinson, HB, LSU
- John Saunders, FB, South Carolina
- Glenn Shaw, FB, Kentucky
- Gordon Speer, HB, Rice

- Jack Stone, G, Oregon
- Marvin Terrell, G, Mississippi
- Emery Turner, G, Purdue
- Joe Vader, E, Kansas State
- Carroll Zaruba, HB, Nebraska
- Grady Alderman, G/T, Detroit
- Herman Alexander, T/G, Findlay (OH)
- Taz Anderson, HB, Georgia Tech
- Jim Beaver, T/G, Florida
- Bill Beck, T/G, Gustavus Adolphus
- Gary Campbell, HB, Whittier
- Vernon Cole, QB, North Texas State
- Toby Deese, T/G, Georgia Tech
- Carl Dumbald, T/G, West Virginia
- Charles Elizey, C, Mississippi State
- Tom Gates, HB, San Bernardino
- Austin (Goose) Gonsoulin, HB, Baylor
- Clark Holden, HB, USC
- Dewitt Hoopes, T/G, Northwestern
- Don Leebern, T/G, Georgia
- Bill Thompson, C, Georgia
- Billy Tranum, E, Arkansas
- Jim Vickers, E, Georgia
- Larry Ward, E, Lamar Tech
- Paul Winslow, HB, North Carolina College
- Doug Pat Brown, T/G, Fresno State

## Calendario
| Stagione regolare  |                   |                         |           |                               |          |
| Turno              | Data              | Avversario              | Risultato | Stadio                        | Pubblico |
| 1                  | 10 settembre 1960 | at Los Angeles Chargers | S 20–21   | Los Angeles Memorial Coliseum | 17,724   |
| 2                  | 16 settembre 1960 | at Oakland Raiders      | V 34–16   | Kezar Stadium                 | 8,021    |
| 3                  | 25 settembre 1960 | Los Angeles Chargers    | V 17–0    | Cotton Bowl                   | 42,000   |
| 4                  | 2 ottobre 1960    | New York Titans         | S 35–37   | Cotton Bowl                   | 37,500   |
| 5                  | 9 ottobre 1960    | Oakland Raiders         | S 19–20   | Cotton Bowl                   | 21,000   |
| 6                  | 16 ottobre 1960   | at Houston Oilers       | S 10–20   | Jeppesen Stadium              | 19,026   |
| Settimana di pausa |                   |                         |           |                               |          |
| 8                  | 30 ottobre 1960   | at Denver Broncos       | V 17–14   | Bears Stadium                 | 13,102   |
| 9                  | 6 novembre 1960   | at Buffalo Bills        | V 45–28   | War Memorial Stadium          | 19,610   |
| 10                 | 13 novembre 1960  | Denver Broncos          | V 34–7    | Cotton Bowl                   | 21,000   |
| 11                 | 18 novembre 1960  | at Boston Patriots      | S 14–42   | Nickerson Field               | 14,721   |
| 12                 | 24 novembre 1960  | at New York Titans      | S 35–41   | Polo Grounds                  | 14,344   |
| 13                 | 4 dicembre 1960   | Houston Oilers          | V 24–0    | Cotton Bowl                   | 20,000   |
| 14                 | 11 dicembre 1960  | Boston Patriots         | V 34–0    | Cotton Bowl                   | 12,000   |
| 15                 | 18 dicembre 1960  | Buffalo Bills           | V 24–7    | Cotton Bowl                   | 18,000   |

## Classifiche
| AFL Western Division |    |   |   |      |     |     |     |     |
|                      | V  | S | P | %    | DIV | PF  | PS  | STR |
| Los Angeles Chargers | 10 | 4 | 0 | .714 | 5–1 | 373 | 336 | V4  |
| Dallas Texans        | 8  | 6 | 0 | .571 | 4–2 | 362 | 253 | V3  |
| Oakland Raiders      | 6  | 8 | 0 | .429 | 2–4 | 319 | 388 | V1  |
| Denver Broncos       | 4  | 9 | 1 | .308 | 1–5 | 309 | 393 | S3  |

Nota: I pareggi non venivano conteggiati ai fini della classifica fino al 1972.